# Begonia fusibulba
Espèce
Begonia fusibulba est une espèce de plantes de la famille des Begoniaceae.
L'espèce fait partie de la section Quadriperigonia.
Elle a été décrite en 1925 par Casimir Pyrame de Candolle (1836-1918).

## Répartition géographique
Cette espèce est originaire du pays suivant : Mexique.